# Cœur de la mer
Entada gigas
Espèce
Synonymes
- Entada Gigalobium
- Entada Scandens
- Entada Umbonata

Classification phylogénétique
Le cœur de la mer, Entada gigas, est une espèce de plantes à fleurs de la famille des Mimosaceae ou des Fabaceae (sous-famille des Mimosoideae). C'est une liane vigoureuse, à croissance rapide originaire d'Amérique centrale.

## Description
Cette espèce, aux feuilles paripennées (3 à 4 paires de folioles), aux petites fleurs jaune-vert en épi, est connue pour produire l'une des plus grandes gousses du monde derrière Entada rheedii.

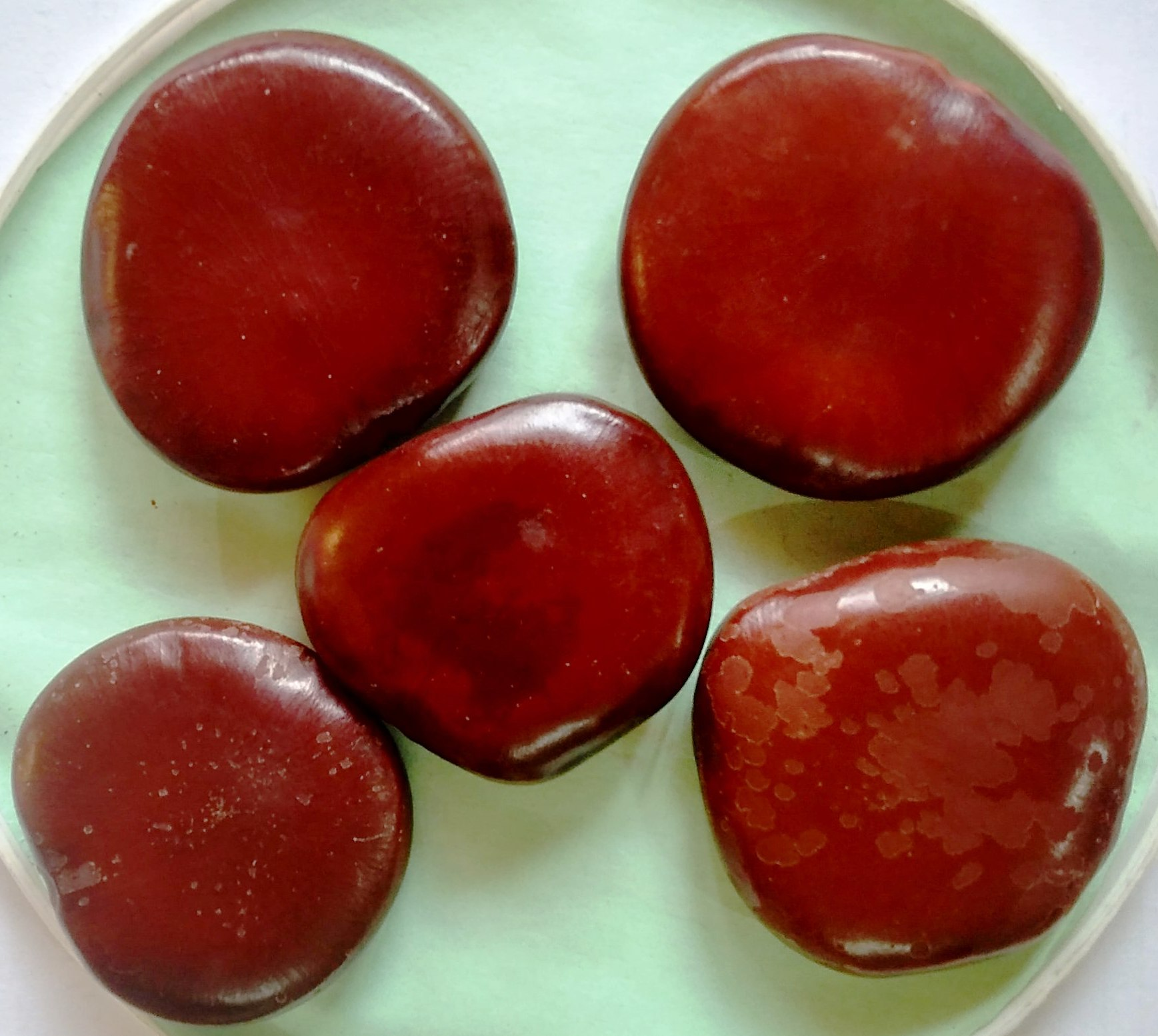
Des graines dEntada gigas.

Ses fruits sont de gousses lomentacées, c’est-à-dire que les alvéoles contenant les graines se détachent les unes des autres à maturité (elles peuvent rester reliées par un cordon). Leur longueur peut atteindre 1,20 m et elles contiennent de 10 à 15 graines.
Les graines mesurent entre 4 et 6 cm de diamètre et certaines sont emportées par les pluies et les fleuves jusqu’à l'océan où elles sont alors entraînées par les courants.

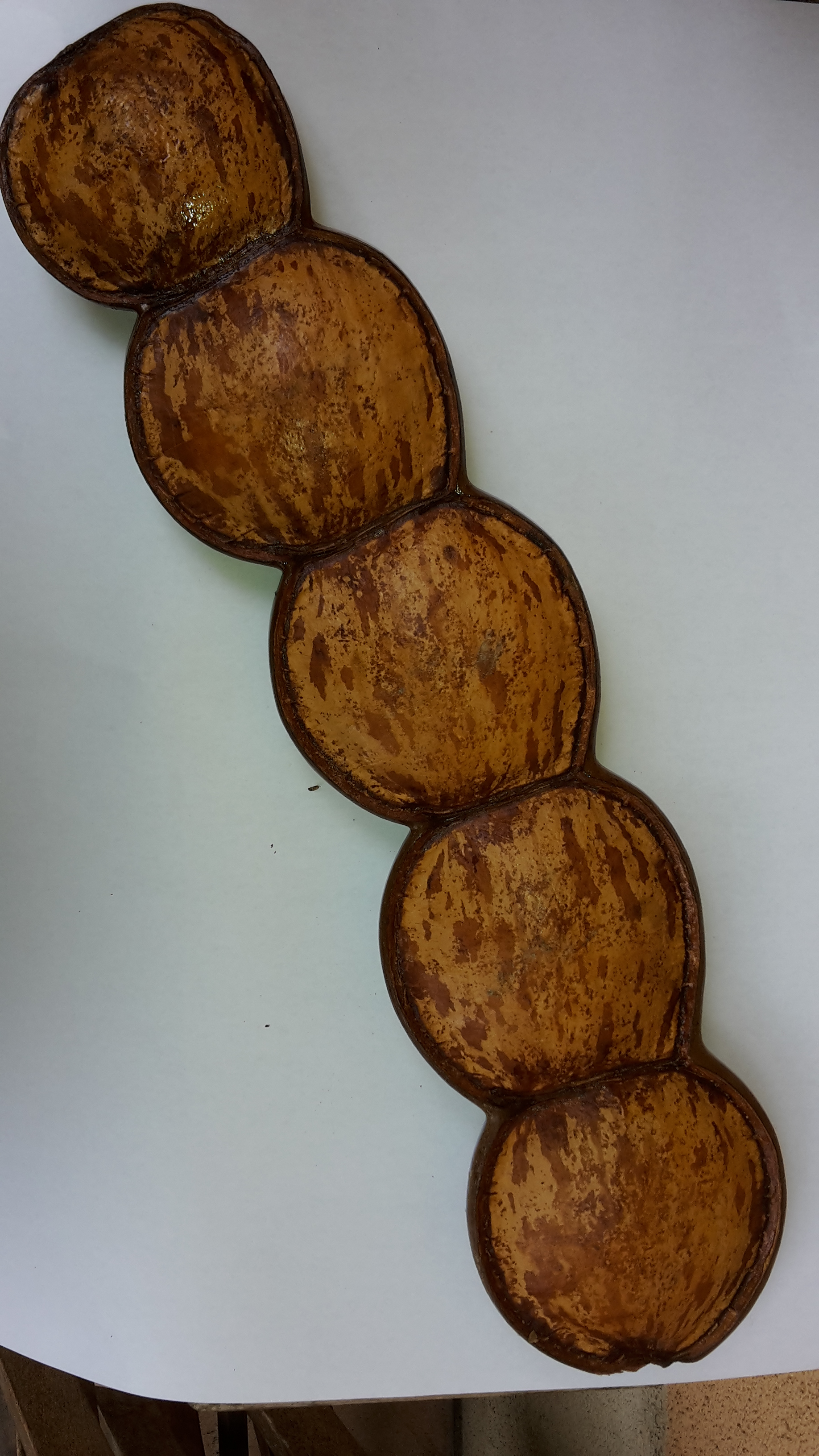

Parfois en forme de cœur, on les retrouve souvent sur les plages autour du golfe du Mexique où elles sont connues sous le nom de sea heart et dans certains cas sont entraînées par le gulf stream jusqu'en Europe. Elles peuvent résister plusieurs années à l'action du sel marin ce qui permet de les qualifier de nautochore.
La dissémination hydrochore de cette graine est suivie par des papillons qui en dépendent pour se nourrir en particulier Aphrissa statira

## Répartition et habitat
Cette espèce est originaire de forêts tropicales d'Amérique centrale où elle se développe particulièrement en lisière, le long des rivières ou dans les mangroves.
Une espèce voisine Entada phaseoloides est, elle, originaire d'Afrique et d'Asie et produit des graines plutôt rectangulaires.